# Víjoda
Víjoda (en ucraniano: Вигода) es un pueblo ucraniano perteneciente al óblast de Odesa. Situado en el suroeste del país, es parte del raión de Odesa y centro del municipio (hromada) homónimo.

## Toponimia
El nombre del asentamiento en otros idiomas de importancia en el pueblo es Vígoda (en ruso: Выгода). El lugar se conocía como Deutsch Víjoda hasta 1945 (en alemán: Deutsch-Vyhoda; en ucraniano: Дейч-Вигода).  

## Geografía
Víjoda se sitúa 26 km al noreste de Biliaivka y 40 km al norte de Odesa. 

## Historia
El pueblo fue fundado en 1865, desde la apertura del ferrocarril Odesa-Balta y la creación de la estación de tren de Víjoda. En 1878, los colonos alemanes compraron tierras cerca de Víjoda y desde entonces, se creó Deutsche Víjoda (también conocida como Friedenheim). Sin embargo, los pueblos rusos y alemanes pertenecieron durante muchos años a unidades administrativas diferentes.
Entre 1923 y 1939, Deutsch Víjoda fue parte del raión alemán de Selz. Durante el Holodomor (1932-1933), murieron 28 residentes del pueblo.
En 1945, por decreto de la RSS de Ucrania, las aldeas de Víjoda Ruska y Deutsch Víjoda se unieron en un solo asentamiento y se les dio el nombre de aldea de Víjoda.

## Demografía
La evolución de la población de Víjoda entre 1989 y 2001 fue la siguiente:
| 369                                                           | 1679 | 3880 | 4010 | 4010 |
| (Fuente: Cities & Towns of Ukraine y UKRAINE: Größere Städte) |      |      |      |      |

Según el censo de 2001, la lengua materna de la mayoría de los habitantes, el 88,73%, es el ucraniano; y del 10,05%, el ruso.

## Infraestructura

### Transporte
El pueblo está situado en la carretera territorial T-16-19 y tiene una estación de tren en la línea ferroviaria Odesa-Balta.